# Sigara quebecensis
Sigara quebecensis är en insektsart som först beskrevs av Walley 1930.  Sigara quebecensis ingår i släktet Sigara och familjen buksimmare. Inga underarter finns listade i Catalogue of Life.